# Milan Zagorac
Milan Zagorac  (Rijeka, 4. kolovoza 1976.), hrvatski književnik

### Životopis
Rodio se je 4. kolovoza 1976. u Rijeci. Završio je studij hrvatskog jezika i književnosti na Filozofskom fakultetu u Rijeci 2000. godine. Od 2002. radio je kao pomoćnik glavnog urednika u Izdavačkoj kući Adamić, od 2005. do danas vodi sa suprugom Tamarom Modrić izdavačku kuću Studio TiM  Arhivirana inačica izvorne stranice od 6. listopada 2018. (Wayback Machine), a od 2009. do 2013. bio je direktor Izdavačkog centra Rijeka i njegov glavni urednik. Od 1997. do 2001. bio je pomoćnik glavnog urednika časopisa Rival. Za vrijeme studija pokretač i urednik časopisa Iže i suradnik cijelog niza izdavačkih projekata tijekom kasnih devedesetih u Rijeci. Od 2013. sudionik i suorganizator Ri Lita, suosnivač i urednik časopisa i portala za književnost i umjetnost Književnost uživo  Arhivirana inačica izvorne stranice od 17. siječnja 2022. (Wayback Machine), urednik nekoliko edicija u elektroničkom i klasičnom izdavaštvu. Objavljuje kritičke tekstove, osvrte, recenzije, prikaze, eseje, poeziju i prozu od 1997. u Rivalu, Plimi, Književnoj reviji, Književnoj Rijeci, sisačkim Riječima, Novoj Istri, Vijencu, Studentskom listu, Novom listu te je stalni suradnik Korzo.neta  Arhivirana inačica izvorne stranice od 27. lipnja 2019. (Wayback Machine) i Magazina GKR  Arhivirana inačica izvorne stranice od 28. kolovoza 2015. (Wayback Machine) na kojima redovito objavljuje kolumne i recenzije. Vodi blog Aksiomatični Milan. Do sada je objavio 500 tekstova te uredio i objavio 350 naslova u izdanju Adamića, Studija TiM, Rivala, ICR-a kao i skupine Ri Lit i Književnosti uživo.